# Black Mingo
Black Mingo oder Willtown ist eine Wüstung am Black Mingo Creek, im heutigen Williamsburg County in South Carolina. In der zweiten Hälfte des 18. Jahrhunderts erlebte Black Mingo seine Blüte.

## Geografie
Black Mingo lag am Südufer des Black Mingo Creek, eines Nebenflusses des Black River, zwischen seiner Mündung und Indiantown. Black Mingo bildete den äußeren Rand des South Carolina Lowcountrys und wird gelegentlich auch zum backcountry, dem Hinterland, gezählt.

## Geschichte
Black Mingo entstand in der ersten Hälfte des 18. Jahrhunderts als Außenposten und Versorgungszentrum der weißen Siedler in der Gegend. Der Rat der Province of South Carolina beschloss 1744 hier den Bau einer Brücke über den Black Mingo Creek und wenig später die Schiffbarmachung des Flusses bis zur Brücke. So wurde die Siedlung zu einem kleinen Zentrum, durch das viele Reisende kamen. Neben Indigo wurden hier auch Teer, Terpentin und Harze für den Schiffbau hergestellt und verschifft.
Im Amerikanischen Unabhängigkeitskrieg befand sich die Siedlung genau zwischen den eher loyalistentreuen Lowlands und den Patrioten im Hinterland und war auch innerlich gespalten. 1780 kam es an der Brücke zu einem Gefecht zwischen einer Loyalistenmiliz, die die Gegend nach dem Durchzug der Truppen Banastre Tarletons halten sollte, und einem gegnerischen Verband.
Nach dem Krieg erholte sich der Ort, und gegen Ende des 18. Jahrhunderts wurde das Dorf, jetzt meist Willtown oder Wilton genannt, mit neuen Straßen und Parzellen erschlossen. Da er zentral im Distrikt Georgetown lag und Georgetown aus dem Hinterland schlecht erreichbar war, setzte sich die lokale Bevölkerung dafür ein, Willtown zum County Seat zu machen. Stattdessen wurde der Distrikt dann aber 1804 in die mit den heutigen Countys identischen Distrikte Williamsburg und Georgetown geteilt. Willtown erlebte gleichzeitig seinen Niedergang: Nach der Revolution wurde der Handel mit Indigo unwirtschaftlich, viele einflussreiche Bürger waren verstorben, und neue Straßen und Brücken berührten den Ort nicht mehr. Anfang des 19. Jahrhunderts war die Siedlung dann vollständig verlassen.
Die Black Mingo Baptist Church wurde um 1843 in der Nähe errichtet.